# Femmes, je vous aime
Singles de Julien Clerc
Mangos
(1980) Lili voulait aller danser
(1983)
Femmes, je vous aime, aussi transcrit Femmes... Je vous aime., est une chanson du chanteur français Julien Clerc écrite par Jean-Loup Dabadie. Elle figure sur son album studio Femmes, indiscrétion, blasphème sorti en 1982.

## Contexte
Après une longue collaboration avec le parolier Étienne Roda-Gil, Julien Clerc est réticent à interpréter cette chanson par peur d'être taxé de « donjuanisme de pacotille », son agent Bertrand de Labbey et son producteur anglais Stephen Short, le convainquent de l'enregistrer, mais Julien Clerc ne la met qu'à contrecœur sur son album,.

## Accueil commercial
Femmes, je vous aime se classe dans le classement des meilleures ventes de singles à partir du 27 juin 1982 pour une durée de 14 semaines, atteignant la 30e place et se vendant à près de 100 000 exemplaires. Bien que l'impact commercial du single est correct sans pour autant faire de vagues, c'est en l'interprétant sur scène que la chanson deviendra rapidement l'un de ses classiques en voyant l'impact sur le public.

## Liste des titres
| A. | Femmes, je vous aime   | 4:25 |
| B. | À son cou à ses genoux | 2:57 |

## Classements hebdomadaires
| Classement (1982)             | Meilleure position |
| ----------------------------- | ------------------ |
| Europe (Europarade)           | 26                 |
| France (IFOP)                 | 30                 |
| Québec (Palmarès francophone) | 11                 |